# 白汝衡
白汝衡（？—？），號詩橋，順天通州人，清朝政治人物。

## 生平
由廩生，道光丁酉副榜，庚子挑取謄錄，考取八旗教習，二十四年捐輸以知縣選用，簽掣四川，道光二十五年七月任四川順慶府岳池縣知縣，三十年五月調署巴縣，同年曾以副員知成都縣:93。